# Barbie et Chelsea : L'Anniversaire perdu
 (avril 2021).
Série Barbie / Dreamhouse Adventures
Barbie : L'Aventure de princesse
(2020) Barbie : Grande Ville, Grands Rêves
(2021)
Pour plus de détails, voir Fiche technique et Distribution.
Barbie et Chelsea : L'Anniversaire perdu (Barbie & Chelsea: The Lost Birthday) est le 38e long-métrage d'animation qui met en scène le personnage de Barbie et sa petite sœur Chelsea pour la première fois, il est le troisième film de la série Dreamhouse Adventures. Le film est sorti le 16 avril 2021 sur Netflix aux États-Unis et a été réalisé par Cassi Simonds.

## Synopsis
Barbie, Chelsea et le reste de la famille Roberts embarquent sur un énorme paquebot de croisière pour les vacances. Chelsea est excitée comme une puce à l'idée de fêter son septième anniversaire à bord de cet incroyable bateau. Mais après avoir franchi la ligne de changement de date, Chelsea se rend compte que son anniversaire est passé à la trappe ! 
Pour tenter de le sauver, elle descend du bateau et se lance dans un incroyable périple sur une île tropicale magique. Là, elle rencontre quatre nouvelles amies, qui ont une apparence animale mais ressemblent énormément à ses sœurs : Kelsie le bébé éléphant, Lacie le singe, Snipper le tigre et Darbie la girafe. Ensemble, Chelsea et les animaux relèvent toutes sortes de défis et comprennent qu'être petites, ça peut aussi être très amusant !

## Fiche technique
- Titre original : Barbie & Chelsea: The Lost Birthday
- Titre français : Barbie et Chelsea: L'anniversaire perdu
- Réalisation : Cassi Simonds
- Scénario : Ann Austen et Nate Federman
- Musique : The Math Club
- Production : Adam Bonnett (exécutif); Fred Soulie (exécutif); Christopher Keenan (exécutif); Ann Austen (co-exécutif); Nate Federman (co-exécutif)
- Société de production : Mainframe Studios, Mattel Television, WOW! Unlimited Media
- Pays : États-Unis
- Langue d'origine : anglais
- Format : couleur - son stéréo
- Genre : Film d'animation
- Durée : 60 minutes
- Dates de sortie :
  -  États-Unis : 16 avril 2021 (Netflix)
  -  France : 9 octobre 2021 (Gulli)[1]
  -  Espagne : 16 avril 2021 (Netflix)
  -  Australie : 27 mars 2021 (9Go!)<

Sources : Générique de fin, IMDb, Fandom

## Distribution
| - America Young : Barbie / Darbie - Cassidy Naber : Chelsea / Kelsie - Cassandra Morris : Stacie / Lacie - Kristen Day : Skipper / Snipper - Lisa Fuson : Margaret / Maman Éléphant - Greg Chun : George / Papa Éléphant - Laila Berzins : Arlene / Le Perroquet / Le Goéland | - Helena Coppejans : Barbie / Darbie - Alayin Dubois : Chelsea / Kelsie - Aaricia Dubois : Stacie / Lacie - Julie Basecqz : Skipper / Snipper - Angélique Leleux : Margarette / Maman Éléphant - Alain Eloy : Georges / Papa Éléphant |

## Chansons du film
- Réinvente la journée ! (Make A New Day) – interprétée par The Math Club
- Réinvente la journée ! (Reprise) (Make A New Day - Reprise) – interprétée par The Math Club